# Nemognatha curta
Nemognatha curta är en skalbaggsart som beskrevs av Enns 1956. Nemognatha curta ingår i släktet Nemognatha och familjen oljebaggar. Inga underarter finns listade i Catalogue of Life.